# Ursula Hass
Ursula Hass, född 1 oktober 1962, är en svensk teknologie doktor och var 2007-2013 rektor för Blekinge tekniska högskola.

## Utbildning
Hass är uppvuxen i Olofström och gick teknisk linje på gymnasiet i Växjö. Efter ett år som au pair i USA och Kanada började hon studera till civilingenjör med inriktning teknisk fysik och elektroteknik vid Linköpings universitet. Hennes examensarbete kom att handla om möjliga tekniker för avsaltning av grundvatten och genomfördes i Botswana inom ramen för Sida-programmet Minor Field Studies. Hass avlade civilingenjörsexamen vid Linköpings universitet i juni 1989, och antogs samma år som forskarstuderande vid Institutionen för medicinsk teknik. Hon disputerade i april 1996 på en avhandling om utvärdering av handikappsstöd.

## Karriär
Ursula Hass har fortsatt sin verksamhet vid Linköpings universitet, och som universitetslektor i medicinsk teknik har hon bedrivit forskning inom områdena hjälpmedelsutvärdering och handikapp. Hennes forskningsresultat har återgetts i 15 publiceringar i vetenskapliga tidskrifter, ett 30-tal konferensbidrag och 10-talet forskningsrapporter. Hass har undervisat i utvärdering av rehabiliteringsingrepp, utvärdering av medicinsk teknik samt i telemedicin. Därtill har hon varit bihandledare för flera doktorander i medicinsk teknik och handikappvetenskap.
I närmare sex år, 1998-2002, förestod Hass ett Vinnova-finansierat kompetenscenter för forskning i noninvasiv (ungefär oblodig) medicinsk mätteknik, NIMED. Därefter var hon under ett år expert på hjälpmedelsutvärdering, innan hon tog upp en ny tjänst som universitetslektor i maj 2003, med forskning inom bland annat utvärdering av rehabiliteringsteknik.
Ett tydligt drag i hennes karriär har varit det akademiska ledarskapet. Från januari 1997 till augusti 1998 var hon parallellt med sin forskning och sitt föreståndarskap för forskningscentret NIMED även projektledare för ett universitetsinternt jämställdhetsprogram benämnt "Kvinnor Kan". Projektet blev en föregångare till SUHF:s ledarutvecklingsprogram för kvinnliga forskare, där Hass ledde den lokala arbetsgruppen i Linköping.
I samband med att Hass utsågs till vicerektor för samverkansuppgiften i mars 2002 blev hon även chef för Linköpings universitets avdelning för externa relationer. Sedan sent 1990-tal har hon haft en lång rad styrelseuppdrag, bland annat som ledamot och senare vice ordförande i styrelsen för Mälardalens högskola samt som styrelseordförande i Innovationsbron i Östra Götaland AB, Teknikbrostiftelsen i Linköping och den forskningsfrämjande Stiftelsen för internationell samverkan inom högre utbildning, STINT.
Den 1 juli 2007 lämnade Ursula Hass Linköpings universitet för att tillträda som ny rektor för Blekinge tekniska högskola, BTH. Hon lämnade denna befattning den 1 februari 2013.
Sedan januari 2020 är hon enhetschef för Rise Bioorganisk Elektronik i Norrköping.